# Gédéon Baril
Gédéon Amédé Baril (ur. 17 lipca 1832 w Amiens; zm. 3 lipca 1906 tamże) – francuski karykaturzysta, malarz, pisarz i ilustrator. Artysta mocno związany ze swoim miastem rodzinnym Amiens i francuskim regionem Pikardia. Swoje prace często podpisał tylko swym pierwszym imieniem, Gédéon.

## Zarys biograficzny

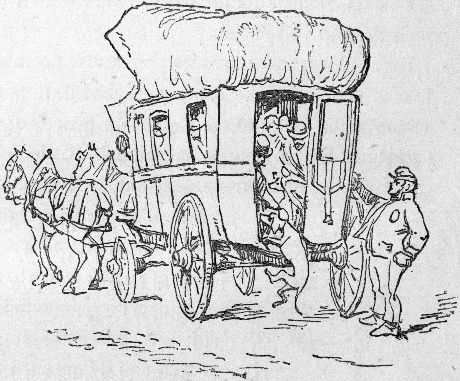
Jeden z 50 rysunków Gédéona Barila ilustrujących opowiadanie Juliusza Verne'a Dziesięć godzin polowania, 1882.

Studiował w Szkole Sztuk Pięknych w Paryżu, pod kierunkiem malarza Léona Cognieta.
Współpracował m.in. z czasopismami Le Hanneton i Le Soleil. Był jednym ze współzałożycieli czasopisma La Lune.
W czasie wojny francusko-pruskiej w 1865 został wcielony do armii; w tym czasie wykonał serię rysunków zwanych Nos vainqueurs (Nasi zwycięzcy).
Potem pracował również dla teatru marionetek Chés Cabotans w Amiens a swoimi rysunkami zilustrował m.in. opowiadanie Dziesięć godzin polowania (Dix heures en chasse) swego przyjaciela Juliusza Verne'a.

## Ważniejsze publikacje
- Almanach des toqués, Pagnerre, 1863
- Les Femmes de Ménage, 18 litografii, A. de Vresse éditeur, Paris, 1863
- Nos vainqueurs, 28 str., rysunki akwarelowe, 1870
- Les Caquets du baquet, Lessive amiénoise, druk: T. Jeunet, 1887
- Les nourrices, A. de Vresse éditeur, Paris, 17 str.